# Eurodollars
Ne doit pas être confondu avec euro.
Les eurodollars sont les dollars américains déposés dans des banques situées en dehors des États-Unis. Alors que les marchés financiers nationaux étaient compartimentés dans les années 1940, les années 1950 voient la création d'innovations financières qui permettent aux pays européens, qui disposent de plus en plus de dollars grâce à l'intensification de leurs exportations vers les États-Unis, de placer leurs dollars sur les marchés financiers anglais puis continentaux. Les marchés d'eurodollars sont l'une des manifestations de la mondialisation financière.
Plusieurs facteurs concourent, à partir des années 1960, à la forte croissance des marchés eurodollars : la nécessité pour le bloc de l'Est d'accéder aux marchés financiers pendant la guerre froide, l'émergence du système des pétrodollars, des réformes fiscales américaines rendant plus rentable pour les entreprises de ne pas rapatrier leurs profits sur le sol américain.

## Définition

Volume des passifs en US-dollars des banques (ou antennes de banques) non résidentes aux États-Unis, entre 1977 et 2024, d'après les données de la BRI. Certaines discontinuités que l'on peut observer correspondent simplement à l'ajout de pays inclus dans le reporting de la BRI.

Les eurodollars ne sont pas à proprement parler des dollars américains, mais des dépôts de court-terme libellés en dollars auprès de banques étrangères aux États-Unis, c'est-à-dire de banques qui n'ont pas de compte à la Réserve fédérale et ne peuvent pas se financer directement sur le marché des dollars domestiques. Ils ne sont donc pas soumis directement à la règlementation américaine et sont parfois qualifiés d'offshores. Ils font l'objet d'un marché interbancaire. Le préfixe euro- fait référence au fait que les premiers eurodollars ont été émis par des banques européennes (voir plus loin) et ne doit pas être confondu avec la monnaie euro.
Le système de l'eurodollar a eu plusieurs utilités. Premièrement, les banques non-americaines (originellement des banques européennes) peuvent se servir de ces nouvelles réserves en dollars pour payer des banques américaines lorsqu'elles ont obtenu des avances d'elles dans le cadre du fonctionnement régulier du marché interbancaire. Ensuite, les eurodollars stockés dans les coffres des banques européennes servent à ces dernières à financer des multinationales ou des banques d'investissement qui ont besoin de dollars. Enfin, les eurodollars permettent aux banques européennes, via des accords de swap, d'échanger des dollars contre des devises locales plus rares lorsqu'elles en ont besoin.

## Histoire

### L'invention de l'eurodollar
Les premières transactions d’eurodollars ont lieu à la fin des années 1950 à Londres mais aussi en Italie, puis en France à Paris. Les banques anglaises effectuent les premières transactions pour profiter des différences entre les politiques monétaires britannique et américaine. La Banque d’Angleterre laisse faire, voir encourage ces opérations. 

### Stabilisation du marché et première expansion
Dans les années qui suivent, un véritable marché émerge et commence à attirer l'attention de la presse financière et des régulateurs qui se réunissent à la Banque des règlements internationaux pour définir exactement ce marché (plusieurs définitions sont possibles et ne se recoupent que partiellement), acter son existence, évaluer les risques financiers qu'il fait courir et commencer à estimer sa taille. Il se développe du fait notamment de la législation américaine : les États-Unis continuent de réguler les taux d'intérêt que les banques commerciales peuvent appliquer aux dépôts de leurs clients sur le territoire américain (cf. réglementation Q). Un nombre croissant de banques et d'entreprises décident d'envoyer une part de leurs réserves libellées en dollars sur les marchés européens, afin d'obtenir des taux d'intérêt plus élevés. Le système des eurodollars est également utilisé par l'Union des républiques socialistes soviétiques pendant la Guerre froide afin de réutiliser des dollars américains qu'elle avait obtenus. Ils passent notamment par la City à Londres et par la Banque commerciale pour l'Europe du Nord à Paris. En 1970, les euromarchés sont estimés à 80 milliards de dollars. 

### Intensification à partir des années 1970
Pénalisés par une baisse de leurs recettes, libellées en dollars, et en réaction à la guerre du Kippour, les pays producteurs de pétrole provoquent fin 1973 une augmentation brutale des prix du baril de pétrole par une baisse de la production. Le baril passe de 1,9 dollar à 9,76 dollars : c'est le premier choc pétrolier. Cette nouvelle donne permet la mise en place du système de pétrodollar : les contrats pétroliers étant libellés en dollars américains, un circuit macroéconomique se crée par lequel les pays exportateurs de pétrole, recevant des sommes de plus en plus importantes en dollars en échange de leur pétrole, réinvestissent leurs réserves de dollars ou bien aux États-Unis, ou bien en Europe sur les euromarchés. Ces eurodollars financent les marchés financiers européens. Pendant les dix premiers mois de l'année 1974, les pays de l'OPEP ayant généré 45 milliards de dollars de ventes de pétrole, déposent 16,5 milliards dans les euromarchés, et 10,5 milliards aux États-Unis.  
De plus, des innovations socio-techniques permettent de diminuer les coûts sur ce marché, notamment la chambre de compensation CHIPS (Clearinghouse Interbank Payments System) et les technologies de communication de SWIFT.  
Entre 1970 et 1982, le montant des dépôts bancaires en dollars effectués par des non-Américains dans le monde est multiplié par 40, pour atteindre 2 000 milliards de dollars. En décembre 1985, le marché de l'euromonnaie était estimé par J.P. Morgan & Co. comme ayant une valeur totale nette de 1 668 milliards de dollars, dont 75 % d'eurodollars.  Le marché des eurodollars est dans les années 1980 la plus grande source de financement mondial. En 1997, près de 90 % de tous les prêts internationaux ont été accordés par le biais des eurodollars. 
L'autre cause du développement des euromarchés est l'emballement des déficits commerciaux et des déficits budgétaires des États-Unis, liés à la guerre du Viêt Nam et à la hausse des taux d'intérêt. Les importations américaines, payées aux pays européens en dollars, provoquent un transfert de dollars des entreprises américaines aux comptes en banque des entreprises européennes. Ces entreprises placent alors leurs dollars américains sur les euromarchés.

### Premières crises
En 1974, la faillite de la petite banque allemande Herstatt provoque la première grande crise de ce marché (au début des années 1960, des faillites de moindres envergures étaient déjà survenues). L'accès aux liquidités se restreint brutalement et les taux d'intérêt interbancaires explosent. Elle montre les risques systémiques que fait peser ce nouveau marché et conduit, avec d'autres facteurs, à la création du Comité de Bâle. En 1982, le défaut souverain mexicain et la crise qui s'ensuit entraînent de nouvelles tensions sur le marché de l'eurodollar, et relancent les débats sur la règlementation à adopter et les responsabilités des différentes banques et États.

### La crise de 2007-2008 et ses conséquences
Les accords de Bâle 1 signés en 1988 et, plus généralement, la stabilité macroéconomique des années 1990 et du début des années 2000 diminuent le risque perçu, comme en témoigne le rapprochement des taux de l'eurodollar et du dollar domestique. Le marché continue son expansion. Il se concentre dans quelques grandes banques dont dépendent tous les autres participants. Lorsque la crise des supbrimes éclate, le marché se fige et menace la survie de nombreuses banques. Les banques impliquées se dirigent vers leurs correspondants américains, ce qui met le marché domestique du dollar en tension. La Réserve fédérale se résout à intervenir et autorise, via des accords de swap de devises (des « swap lines »), les banques centrales d'autres pays à fournir des liquidités en dollars aux banques qui dépendent de leurs juridictions. Depuis, la taille du marché des eurodollars reste importante mais demeure en-deçà des niveaux observés auparavant.